# 佐藤龍雄
佐藤 龍雄（さとう たつお、1954年 - ）は、日本の幻想文学・SF翻訳家。翻訳家夏来健次の別筆名。

## 翻訳
- 『騎馬の公子 : 歳月の書1』（ピーター・モーウッド、創元推理文庫） 1995
- 『悪鬼の侯子 : 歳月の書2』（ピーター・モーウッド、創元推理文庫） 1996
- 『火竜の高師 : 歳月の書3』（ピーター・モーウッド、創元推理文庫） 1996
- 『地球最後の日』（フィリップ・ワイリー＆エドウィン・バーマー、創元SF文庫） 1998
- 『あなたをつくります』（フィリップ・K・ディック、創元SF文庫） 2002
- 『ドクター・ブラッドマネー : 博士の血の贖い』（フィリップ・K・ディック、創元SF文庫） 2005
- 『最後から二番目の真実』（フィリップ・K・ディック、創元SF文庫） 2007
- 『渚にて : 人類最後の日』（ネヴィル・シュート、創元SF文庫） 2009
- 『未来医師』（フィリップ・K・ディック、創元SF文庫） 2010
- 『空間亀裂』（フィリップ・K・ディック、創元SF文庫） 2013
- 『ガニメデ支配』（フィリップ・K・ディック＆レイ・ネルスン、創元SF文庫） 2014
- 『ヴァルカンの鉄鎚』（フィリップ・K・ディック、創元SF文庫） 2015